# Sân bay quốc tế Sacramento

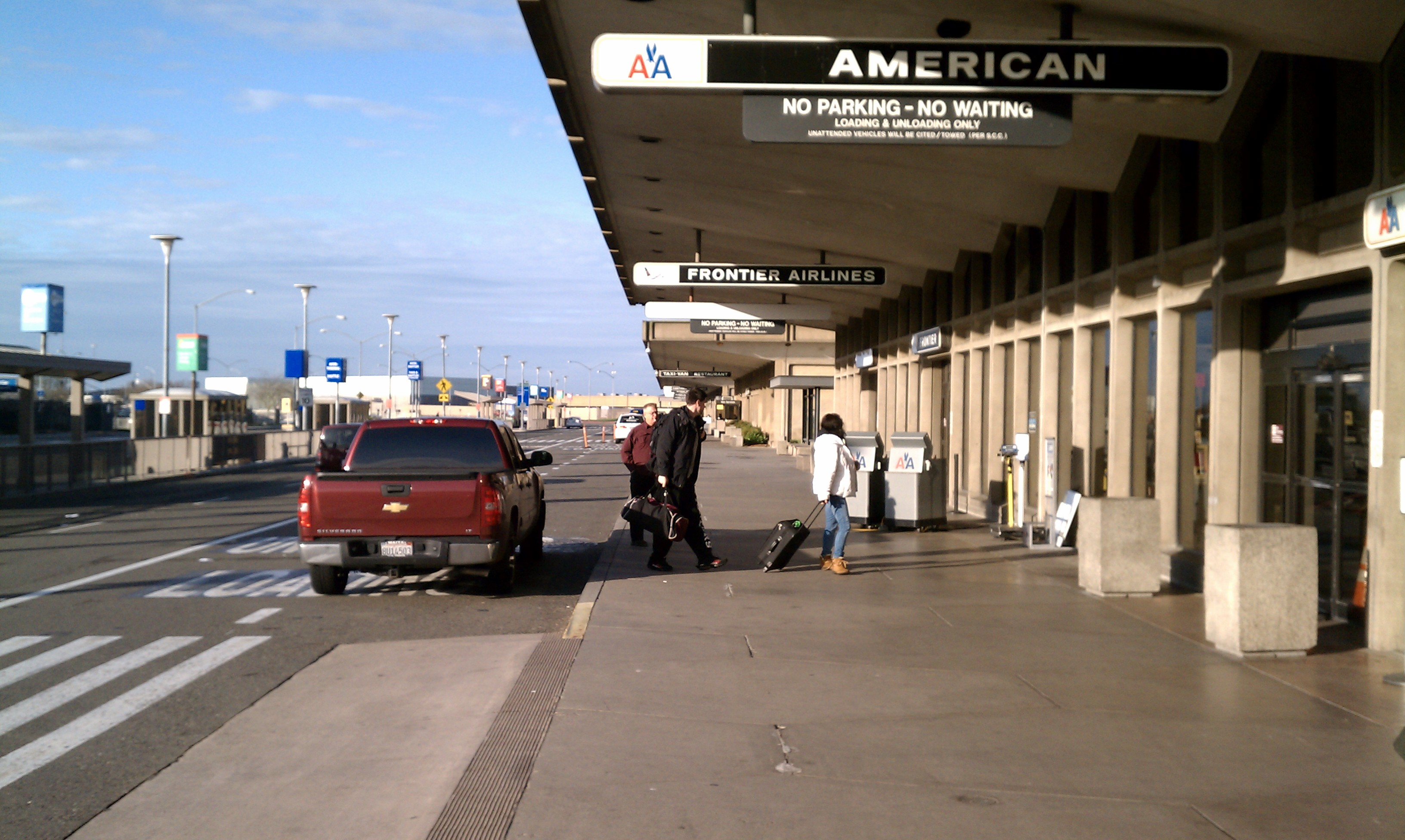
Sân bay quốc tế Sacramento

Sân bay quốc tế Sacramento (mã sân bay IATA: SMF, mã sân bay ICAO: KSMF, mã sân bay FAA LID: SMF) là một sân bay công cộng nằm 10 dặm (16 km) phía tây bắc của khu trung tâm kinh doanh của thành phố Sacramento, quận Sacramento, tiểu bang California, Mỹ. Nó được điều hành bởi quận Sacramento. Southwest Airlines hiện đang chiếm khoảng một nửa tổng lưu lượng hành khách hàng không tại sân bay này.

## Lịch sử
Do sự phát triển các khu nhà ở rộng lớn xung quanh sân bay Sacramento, Sở kế hoạch thành phố Ban giám sát quận Sacramento đã khảo sát để chọn địa điểm di chuyển sân bay đến một khu vực ít dân cư hơn.
Sân bay quốc tế Sacramento được khai trương ngày 21 tháng 10 năm 1967, với tên sân bay Sacramento Metropolitan. Trước ngày này, tất cả các chuyến bay hãng hàng không thương mại thông qua các khu vực Sacramento đã được xử lý tại các địa điểm hiện tại của Sacramento điều hành sân bay, sau đó được biết đến như sân bay thành phố Sacramento.
Năm 1957, đề xuất xây dựng sân bay Sacramento Metropolitan và mua gần 6.000 mẫu Anh ở phía bắc của trung tâm thành phố Sacramento được coi là phung phí, rủi ro, tọa lạc ở vị trí kém và dựa trên các kỳ vọng lượng hành khách không thực tế. Những người hoài nghi đã sai. Ước tính ban đầu của 750.000 hành khách hàng năm sớm được chứng minh là một bảo thủ khi sân bay đã vượt qua mốc 1.000.000 lượt hành khách trong năm đầu tiên hoạt động. Khi mở cửa vào năm 1967, sân bay Sacramento Metropolitan đã là sân bay được sử dụng công cộng đầu tiên sử dụng sân bay phía tây của sông Mississippi đã được xây dựng hoàn toàn từ để sử dụng công cộng.